# Romuli
Romuli é uma comuna romena localizada no distrito de Bistrița-Năsăud, na região histórica da Transilvânia. A comuna possui uma área de 102.29 km² e sua população era de 1729 habitantes segundo o censo de 2007.

## Pessoas notáveis nascidas na Romuli
- Jacobo Langsner (1927), dramaturgo uruguaio.[2]